# پتروویتسه (ناحیه بلانسکو)
پتروویتسه (به چکی: Petrovice) یک منطقهٔ مسکونی در جمهوری چک است که در ناحیه بلانسکو واقع شده‌است. پتروویتسه ۵ کیلومتر مربع مساحت و ۶۱۷ نفر جمعیت دارد و ۵۴۷ متر بالاتر از سطح دریا واقع شده‌است.